# Rick Santorum
Richard John "Rick" Santorum (Winchester, 10 de maio de 1958) é um advogado e político americano. Membro do Partido Republicano, ele representou o estado da Pensilvânia na Câmara dos Representantes (1991-1995) e no Senado (1995-2007). Ele possui fortes posições conservadoras.
Casado e pai de oito filhos, Santorum é católico praticante, ligado ao Opus Dei, e sempre condenou o casamento homossexual.
Em 2003, em resposta a comentários anti-homossexuais por Santorum, Dan Savage iniciou um movimento para redefinir o nome "Santorum". Savage organizou um concurso para definições do nome que relacionassem "santorum" com algum ato homossexual. A definição vencedora foi "a mistura espumosa de lubrificante e fezes que as vezes é um subproduto de sexo anal". Savage então criou o site spreadingsantorum.com para espalhar sua definição e encorajou que links fossem feitos para o site resultando que este seja um dos primeiros nas buscas por "santorum" em várias ferramentas de buscas como Google, Yahoo! e Bing.
Tentou concorrer a presidência em 2012, mas suspendeu a campanha em abril do mesmo ano. Em 2015, anunciou que tentaria ganhar a nomeação do seu partido novamente para o cargo de presidente do país para as eleições de 2016. Em fevereiro de 2016, contudo, ele anunciou que estava desistindo da disputa. Ele foi um dos que apoiaram a prisão de Julian Assange em um abaixo-assinado em 2010.